# Chrzest Chrystusa (fresk Giotta)
Chrzest Chrystusa – fresk autorstwa Giotto di Bondone, namalowany ok. 1305 roku dla kaplicy Scrovegnich w Padwie.

Jeden z 40 fresków namalowanych przez Giotta w kaplicy Scrovegnich, należący do cyklu scen przedstawiających życie Joachima i Anny, rodziców Marii oraz Chrystusa. Chrzest Jezusa opisują wszystkie Ewangelie: 

Wtedy przyszedł Jezus z Galilei nad Jordan do Jana, żeby przyjąć chrzest od niego. Lecz Jan powstrzymywał Go, mówiąc: „To ja potrzebuję chrztu od Ciebie, a Ty przychodzisz do mnie?” Jezus mu odpowiedział: „Pozwól teraz, bo tak godzi się nam wypełnić wszystko, co sprawiedliwe”. Wtedy Mu ustąpił.
— (Mt 3 13-15 BT)

Fresk, zgodnie z wczesnogotycką chrześcijańską ikonografią, został podzielony na dwie części z widoczną osią środkową. Oś stanowi rzeka Jordan, Jezus zanurzony po pas w wodzie i wizerunek Boga Wszechmogącego z księgą i wyciągniętą ręką ku ziemi. Chrystus odwrócony jest w stronę Jana Chrzciciela. Pomiędzy nimi odbywa się dialog. Za Janem stoją starzec i młody człowiek oczekujący na chrzest. Po lewej stronie czterej aniołowie trzymają szaty Chrystusa i czekają na koniec ceremonii. Skały widoczne w tle ułożone są w literę „V”, co ma dodatkowo wskazywać na postać Chrystusa. Wizerunek Jezusa jest tradycyjny, przypomina stylem dzieła innego włoskiego malarza, Pietra Cavalliniego.